# Rusia Kieveană
Rusia Kieveană sau Rutenia Kieveană a fost cel mai timpuriu stat al slavilor estici dominat de orașul Kiev, aproximativ din anul 880 până la mijlocul secolului al XII-lea. Domniile lui Vladimir cel Mare (980-1015) și a lui Iaroslav I cel Înțelept (1019-1054) constituie „epoca de aur” a Kievului, când Slavii au fost creștinați și au primit primul cod de legi al slavilor de răsărit: Russkaia Pravda.
Națiunile moderne din Ucraina, Belarus și Rusia pretind că sunt succesoare ale Rusiei Kievene.

## Istoria timpurie a rușilor kieveni
În conformitate cu însemnările din Cronica vremurilor trecute, prima cronică a Rusiei Kievene, un vareg (viking) pe nume Rurik și-a așezat reședința în Novgorod, după ce a fost ales conducător comun al mai multor triburi slave și finice, pe la 860, după care și-a extins autoritatea și asupra Kievului. Cronica îl desemnează ca întemeietor al Dinastiei Riurikidă. Povestea anilor care au fost spune:

La anul 6367 (859): Varegii de peste mare primeau tribut de la ciudi, slavi, meriai, vesiani, krivicii....

La anul 6370 (862): [Ei] i-au împins pe varegi înapoi dincolo de mare, au refuzat să le mai plătească tribut și au hotărât să autoguverneze. Dar legea nu mai exista pentru ei și triburile se ridicau unul împotriva celuilalt. Au apărut neînțelegeri între ei și au început să se războiască între ei. Ei și-au spus: "Hai să căutăm un prinț care să poată să ne conducă și să ne judece conform obiceiurilor noastre". De aceea ei au mers peste mări până la varegi, la rusi. Acei varegi anume se numeau rus, așa cum alții se numeau suedezi, iar alții se numeau normanzi și angli, iar alții goți...  Ciudii, slavii, krivicii și vesianii le-au spus  rușilor: "Țara noastră este vastă și bogată, dar nu este ordine în ea. Vino și domnește ca prinț, condu-ne! " Trei frați cu rudele lor s-au oferit voluntari. Ei au luat cu ei toți rusii și au venit.

Acești varegi s-au așezat, pentru început, în zona Staraia Ladoga, după care s-au mutat spre sud, la Novgorod, pentru ca până la urmă să ajungă la Kiev, punând capăt dominației hazare asupra orașului de la care luau tribut. Rusia Kieveană a fost fondată de Oleg (Helgu în cronicile hazare) pe la anul 880. În următorii 35 de ani, Oleg și războinicii săi au subjugat diversele triburi slave și finice. În 907, Oleg a condus un atac împotriva Constantinopolului, iar în 911 a semnat un tratat comercial cu Imperiul Bizantin pe picior de egalitate. Noul stat kievean a prosperat pentru că avea controlul asupra drumului comercial care lega Marea Baltică de Marea Neagră și Orient și pentru că avea mari rezerve de blănuri, ceară de albine și miere pentru export.
Dată fiind poziția pro-scandinavă a cronicii Povestea anilor care au fost, unii istorici ai slavilor au pus în discuție rolul varegilor în înființarea Rusiei Kievene.  Până la domnia lui Sviatoslav (aproximativ 945-972), prinții kieveni au adoptat religia și numele slavilor, dar drujina (gărzile de corp) erau în continuare formată din scandinavi. Cuceririle militare ale lui Sviatoslav au fost uimitoare: el a dat lovituri mortale celor mai puternici doi vecini ai săi, Hazaria și Imperiul Bulgar, care au dispărut la scurtă vreme după atacurile sale.

## Epoca de Aur a Kievului

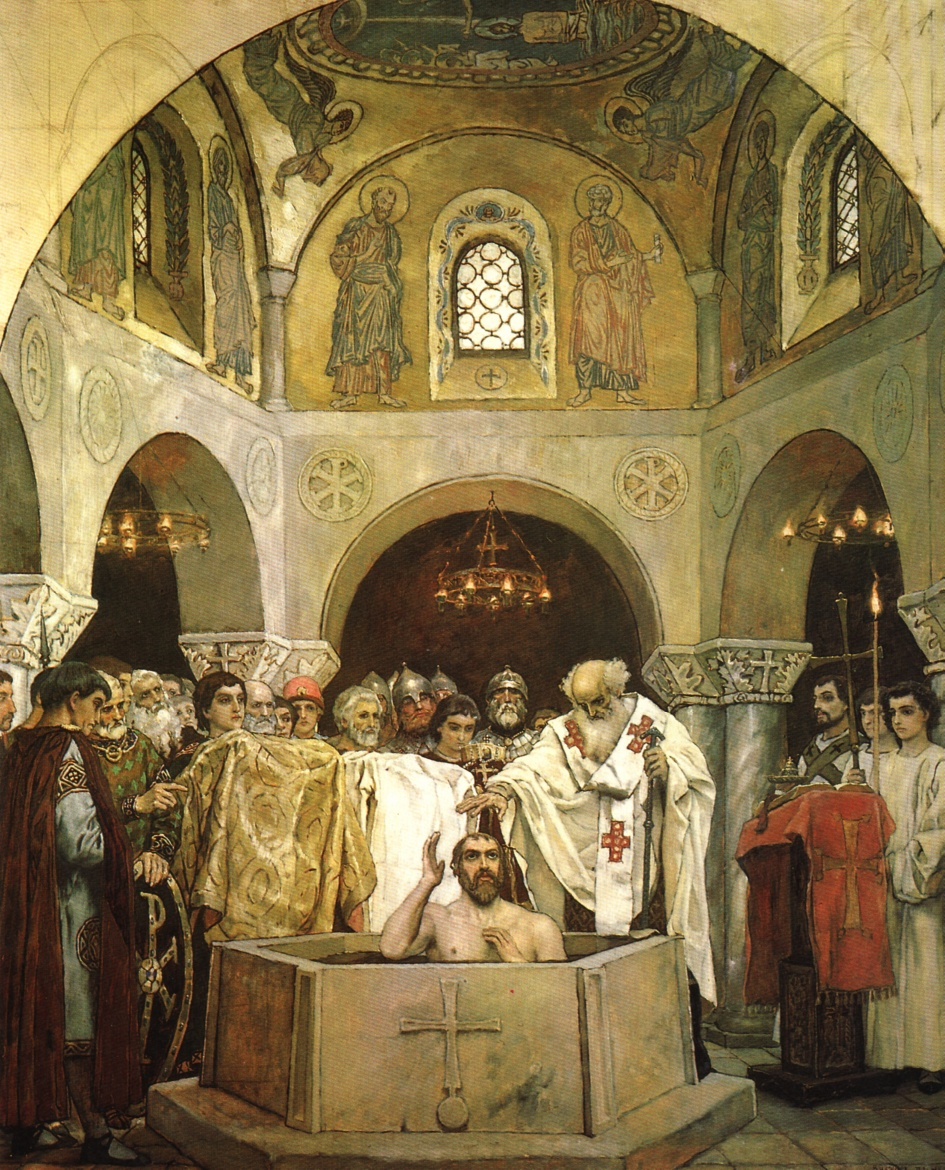
Botezul lui Vladimir I.

Regiunea Kievului a dominat statul Rusiei Kievene pentru următoarele două secole. Marele Cneaz al Kievului controla pământurile din jurul orașului, iar rudele sale, care îi erau subordonate, domneau în alte orașe și îi plăteau tribut. Culmea puterii a fost atinsă în timpul domniilor Principelui Vladimir (Vladimir cel Mare, 980-1015) și Iaroslav cel Înțelept (1019-1054). Ambii conducători au continuat politica de expansiune constantă a Rusiei Kievene începută în timpul domniei lui Oleg al Novgorodului. 

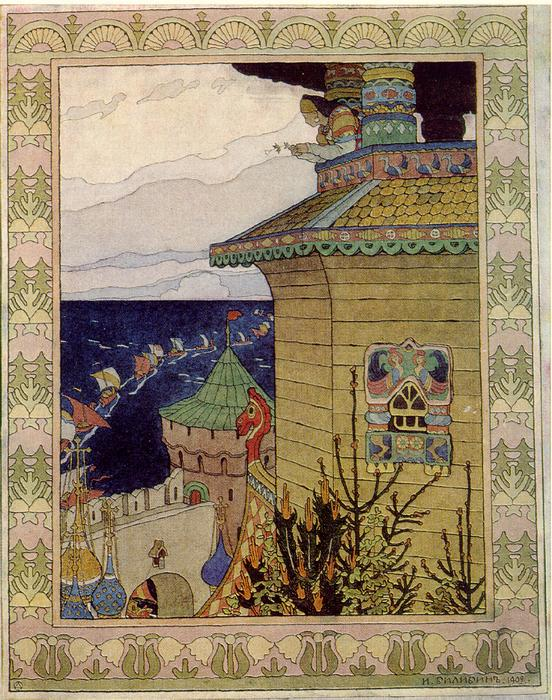
Negustori din Novgorod plecând pe mare, de Ivan Bilibin.

Vladimir a ajuns la putere în Kiev după moartea tatălui său, Sviatoslav I, în 972 și după ce l-a învins pe fratele său vitreg Iaropolk, în 980. Ca cneaz al Kievului, cea mai mare realizare a sa a fost creștinarea supușilor săi, proces care a început în anul 988. Cronicile rușilor  consemnează că, atunci când Vladimir a hotărât să adopte o nouă credință în locul vechilor credințe păgâne idolatre ale slavilor, el și-a trimis cei mai de încredere sfătuitori în diferite părți ale lumii. După ce au luat contact cu creștinii catolici, evreii și musulmanii, emisarii au ajuns în cele din urmă la Constantinopol. Aici ei au fost copleșiți de măreția catedralei Hagia Sofia și de serviciul religios ținut în acest lăcaș de cult. Odată ajunși înapoi în Kiev, l-au convins pe Vladimir că cea mai bună credință este aceea a grecilor. Vladimir a făcut o călătorie la Constantinopol și a aranjat o căsătorie cu Ana, una dintre surorile împăratului Imperiului Bizantin, Basileios Bulgaroktonus.
Alegerea de către Vladimir a creștinismului bizantin reflectă și legăturile personale strânse cu Imperiul Bizantin, care domina Marea Neagră și, prin aceasta, controla cea mai importantă cale de comerț a Kievului, râul Nipru. Apartenența la biserica ortodoxă a avut pe termen lung consecințe religioase, politice și culturale. Cărțile sfinte erau scrise cu alfabetul chirilic în limba slavonă, traduse anume pentru slavi din limba greacă. Existența acestei literaturi a ușurat convertirea la creștinism a slavilor de răsărit și le-a făcut accesibile noțiunile elementare de filozofie greacă, științe exacte și istoriografie, fără a fi nevoie de cunoașterea limbii eline. Prin contrast, persoanele învățate din Europa Occidentală și Centrală medievală studiau în limba latină. Slavii răsăriteni și-au dezvoltat propria lor artă, distinctă de cea a altor țări ortodoxe.
Iaroslav cel Înțelept s-a luptat, de asemenea, pentru putere cu frații săi, fiind contestat ca prinț al Rusiei Kievene până în 1036. La fel ca și Vladimir la vremea lui, Iaroslav a fost foarte dornic să îmbunătățească relațiile principatului cu restul Europei, în special cu Imperiul Bizantin. Nepoata sa, Eupraxia, fiica fiului său,  Vsevolod I al Kievului, s-a măritat cu Henric al III-lea al Sfântului Imperiu Roman. Iaroslav a aranjat căsătorii ale surorii și ale celor trei fiice ale sale cu regii Polonie, Franței, Ungariei și Norvegiei.  El a fost ctitorul primului mare edificiu al Kievului, Catedrala Desiatinnaia. Iaroslav a promulgat primul cod de legi al slavilor răsăriteni: Pravila rusă, a ctitorit Catedrala Sfânta Sofia din Kiev și Catedrala Sfânta Sofia din Novgorod, a fost  ocrotitorul clerului local și al comunităților monastice și a fost fondatorul unui sistem de învățământ. Fiul lui Iaroslav a dezvoltat Lavra Peșterilor din Kiev, care a funcționat ca academie teologică a Rusiei Kievene.
În secolele care au urmat fondării statului kievean, urmașii lui Rurik și-au transmis puterea princiară în familie. Succesiunea la tron s-a transmis de la fratele mai în vârstă la cel mai tânăr, de la unchi la nepot, sau de la tată la fiu. Membrii tineri ai familiei domnitoare își începeau cariera politico-militară ca șefi ai unor regiuni puțin importante, fiind avansați la conducerea unora mai importante, pentru a ajunge, în final, pe mult-râvnitul tron de la Kiev. În secolul al XI-lea, prinții și suita lor, care era un amestec de slavi și membri ai elitelor scandinave, au dominat societatea kieveană. Conducătorii militari și cei politici au primit venituri și moșii dăruite de prinți în schimbul serviciilor militare și politico-administrative. Societatea kieveană era lipsită de instituții de clasă și de orașele cu statut autonom caracteristice feudalismului vest-european. Totuși, în unele cazuri, negustorii, meșteșugarii și muncitorii urbani exercitau o anume influență în adunările orașelor vece, în care erau primiți toți bărbații adulți ai localității. În unele cazuri, adunările orășenești făceau înțelegeri cu stăpânii feudali, sau refuzau să li se supună, declarându-se loiali altor stăpâni. La baza acestei societăți era o pătură redusă de sclavi. Mai importantă era clasa țăranilor plătitori de biruri, care datorau muncă în natură și bani stăpânilor lor, servitutea personală, caracteristică Europei Occidentale medievale, neexistând în Rusia Kieveană.

## Dezvoltarea centrelor regionale

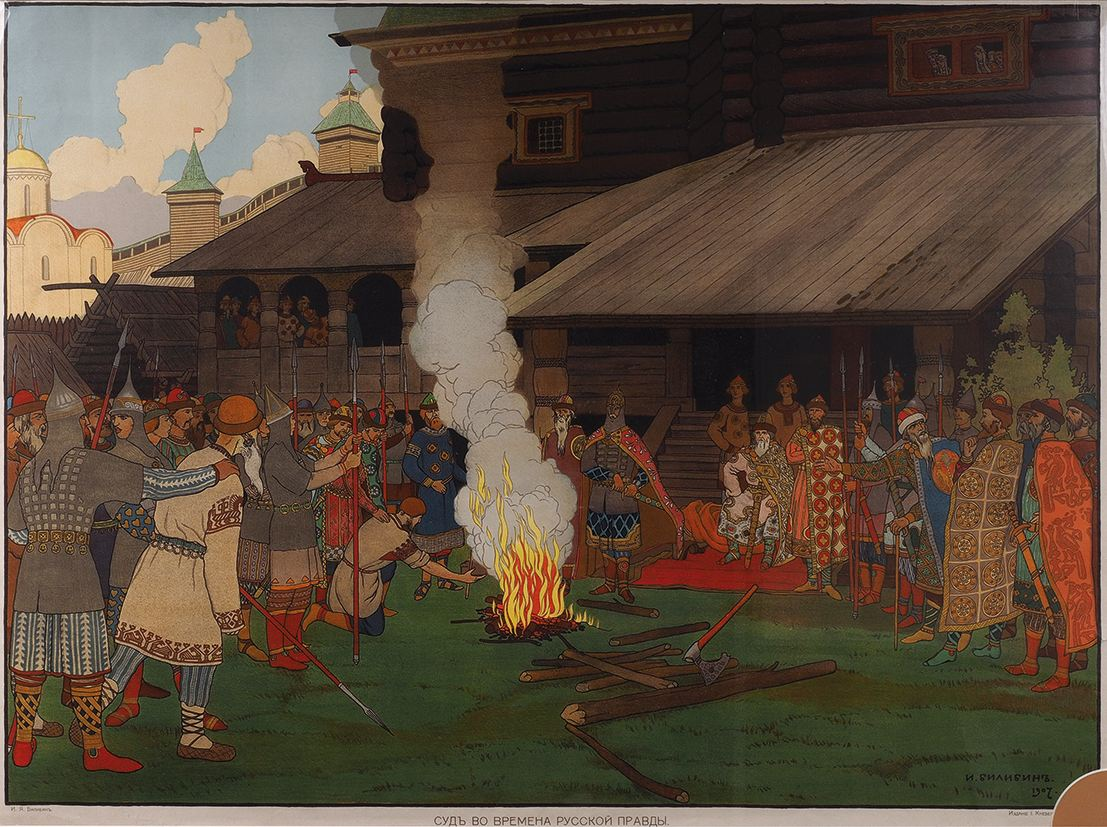
Administrarea dreptății în Rusia Kieveană, de Ivan Bilibin.

Rusia Kieveană nu a fost capabilă să-și mențină poziția de stat puternic și prosper, în parte datorită conglomeratului de teritorii aflate sub controlul diferitelor clanuri. Cum membrii acestor clanuri deveneau tot mai puternici, interesele lor regionale nu corespundeau cu interesele Kievului. De aceea, principii locali se luptau între ei, deseori apelând la aliați din exterior, precum cumanii, polonezii și maghiarii. Între anii 1054 – 1224, au existat, mai mult sau mai puțin efemer, 64 de principate, 293 de prinți au ridicat pretenții la tron, iar certurile dintre ei au dus la 83 de războaie civile.
Cruciadele au dus la o schimbare a rutelor comerciale, care a accelerat declinul Rusiei Kievene. În 1204, cavalerii plecați în Cruciada a patra au cucerit Constantinopolul, transformând Niprul într-o rută comercială secundară. Declinul Rusiei Kievene s-a accentuat prin divizarea în mai multe principate și câteva centre regionale: Novgorod, Vladimir-Suzdal, Halici, Poloțk, Smolensk, Cernigov (Cernihivul din zilele noastre) și Pereiaslav. Locuitorii acestor regiuni au evoluat în trei mari naționalități: ucraineană în sud și sud-vest,  belarusă în nord-vest și rusă în nord și nord-est.

### Republica Novgorodului

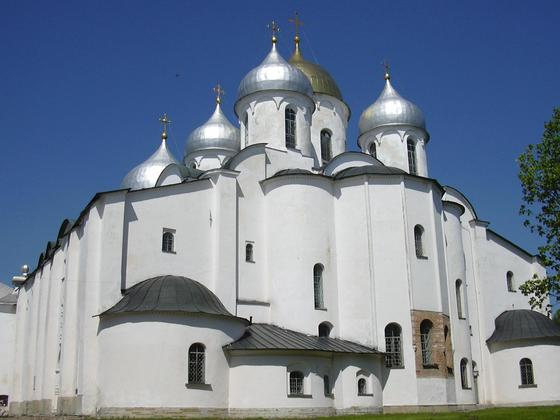
Catedrala Sfânta Sofia din Novgorod

În nord, Republica Novgorodului a prosperat ca parte a Rusiei Kievene, datorită controlului asupra rutelor comerciale de pe râul Volga spre Marea Baltică. În timpul declinului Rusiei Kievene, Novgorodul a devenit tot mai independent. Novgorodul era condus de o oligarhie locală. Principalele hotărâri erau luate de adunarea orășenească, tot această adunare alegând principele local și comandantul militar. În secolul al XII-lea, Novgorodul a dobândit propriul arhiepiscopat, ca semn al importanței și independenței politice. Prin structura politică și activitățile comerciale, Novgorodul se asemăna cu orașele nord-europene ale Ligii Hanseatice, alianța prosperă care a dominat activitatea comercială din Marea Baltică între secolele al XIII-lea și al XVII-lea.

### Nord-est
În nord-est, slavii au colonizat teritoriile care aveau să devină mai târziu Principatul Moscovei prin cucerirea și asimilarea triburilor fino-ugrice care erau deja așezate în zonă. Orașul Rostov era cel mai vechi centru urban din nord-est, dar el a fost, mai întâi, sub suzeranitatea Suzdalului și mai apoi a Vladimirului, care avea să devină capitala principatului Vladimir-Suzdal. Datorită tot mai deselor incursiuni ale nomazilor turcici din "Stepele Sălbatice" în regiunea Kievului, s-a înregistrat o importantă migrație spre nord a slavilor. Cum regiunile sudice erau depopulate prin plecarea boierilor, meșteșugarilor și oamenilor de rând, principatul Vladimir-Suzdal a devenit o putere dominantă în cadrul Rusiei Kievene.
În 1169, prințul Andrei Bogolubski al Vladimir-Suzdalului a dat o lovitură gravă  Rusiei Kievene aflate în declin, când armatele sale au cucerit și jefuit Kievul. Prințul Andrei și-a instalat, pentru scurt timp, propriul frate pe tronul Kievului, în timp ce el a continuat să domnească în Suzdal. În 1299, în timpul invaziei mongole, mitropolia rusă s-a mutat de la Kiev la Vladimir, iar Vladimir-Suzdal a înlocuit Kievul ca centru religios al regiunilor nordice.

### Sud-vest
În sud-vest, principatul Galiției a dezvoltat relații comerciale cu vecinii unguri, polonezi și lituanieni, devenind succesorii Rusiei Kievene în regiune. La începutul secolului al XIII-lea, principele Roman Mstislavici a unit două principate separate până în acel moment, a cucerit Kievul și s-a autoproclamat marele cneaz al Rusiei Kievene. Fiul său, Principele Daniil (Danilo 1238-1264) a fost primul cneaz al Rusiei Kievene care a acceptat coroana de la Papa de la Roma, se pare că fără a rupe legăturile cu Constantinopolul și Patriarhia ortodoxă. La începutul secolului al XIV-lea Patriarhul Bisericii Ortodoxe din Constantinopol a înființat o mitropolie pentru conducătorii Galiției, pentru a compensa mutarea mitropoliei kievene la Vladimir. Lituanienii au cerut și au primit, în scurtă vreme, încuviințarea înființării unei mitropolii pentru Novagrudok. La începutul secolului al XV-lea, aceste mitropolii erau conduse, din nou, din Kiev de "Mitropolitul Kievului, Haliciului și tuturor rusilor′".
Lupta lungă și neîncununată de succes împotriva mongolilor, combinată cu dezbinarea internă și intervenția externă, a slăbit Galiția-Volînia. Odată cu stingerea ramurii Mstislavici a Dinastiei lui Rurik la mijlocul secolului al XIV-lea, Galiția-Volînia a încetat să mai existe. Polonia a cucerit Galiția, Lituania a ocupat Volînia, (inclusiv Kievul, cucerit în 1321 de Gediminas după Bătălia de pe râul Irpen). Principii lituanieni și-au asumat mai apoi titlul de monarhi ai Ruteniei.

## Influențe
Rusia Kieveană a lăsat o moștenire importantă. Principii din Dinastia Rurik au unit un teritoriu vast locuit de slavii de răsărit într-un stat puternic, dar instabil. După ce Vladimir s-a convertit la creștinismul ortodox, Rusia Kieveană a dezvoltat o structură bisericească și statală și o cultură și artă de sinteză bizantino-slavă. În nord-est, aceste structuri au fost adaptate pentru a forma statul autocratic rus.